# Wereldkampioenschappen beachvolleybal 2007
De wereldkampioenschappen beachvolleybal 2007 werden van 24 tot en met 29 juli gehouden in de Zwitserse stad Gstaad. Het was de zesde editie van het door de FIVB georganiseerde toernooi.

## Opzet
Aan het mannen- en het vrouwentoernooi deden elk 48 teams mee, dus 96 teams in totaal. De 48 teams per toernooi waren in twaalf poules van vier verdeeld waarbij elk team drie wedstrijden speelde. Winst leverde twee punten op en verlies één punt. Deze punten bepaalden de eindstand en in het geval van een gelijke score werd in de eerste plaats naar het onderling resultaat gekeken en vervolgens naar de verhouding tussen gewonnen en verloren sets. De nummers één en twee van elke poule gingen evenals de acht beste nummers drie door naar de zestiende finales. Vanaf de zestiende finales werd via het knockoutsysteem gespeeld.

## Medailles

### Medaillewinnaars
| Onderdeel | Goud | Goud                          | Zilver | Zilver                         | Brons | Brons                                      |
| --------- | ---- | ----------------------------- | ------ | ------------------------------ | ----- | ------------------------------------------ |
| Mannen    | USA  | Todd Rogers Phil Dalhausser   | RUS    | Dmitri Barsoek Igor Kolodinski | AUS   | Andrew Schacht Joshua Slack                |
| Vrouwen   | USA  | Kerri Walsh Misty May-Treanor | CHN    | Tian Jia Wang Jie              | BRA   | Larissa França Juliana Felisberta da Silva |

### Medaillespiegel
| Plaats | Land             | Goud | Zilver | Brons | Totaal |
| 1      | Verenigde Staten | 2    | 0      | 0     | 2      |
| 2      | China            | 0    | 1      | 0     | 1      |
| 2      | Rusland          | 0    | 1      | 0     | 1      |
| 4      | Australië        | 0    | 0      | 1     | 1      |
| 4      | Brazilië         | 0    | 0      | 1     | 1      |
| Totaal | Totaal           | 2    | 2      | 2     | 6      |